# Bylgiahuset
Bylgiahuset är ett kontorshus beläget på Hans Michelsensgatan 2, Nyhamnen i Malmö. Det ligger i kvarteret Bylgia, därav namnet, tidigare kallades det Öresundshuset och Skandiahuset. Kvarteret är uppkallat efter en av havsguden Ägirs och havsgudinnan Rans döttrar vid namn Bylgja.

## Galleri

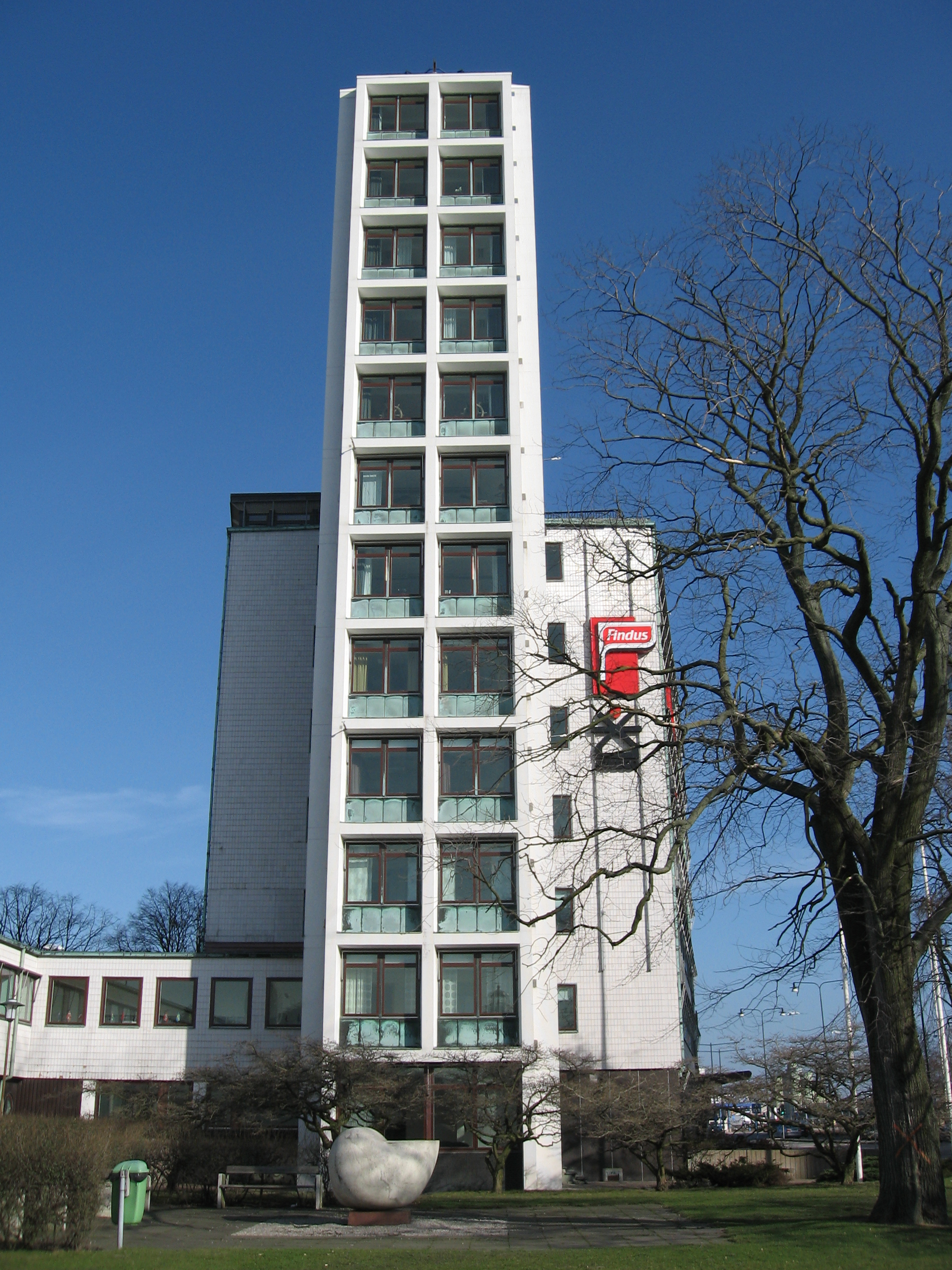
Bylgiahusets högdel
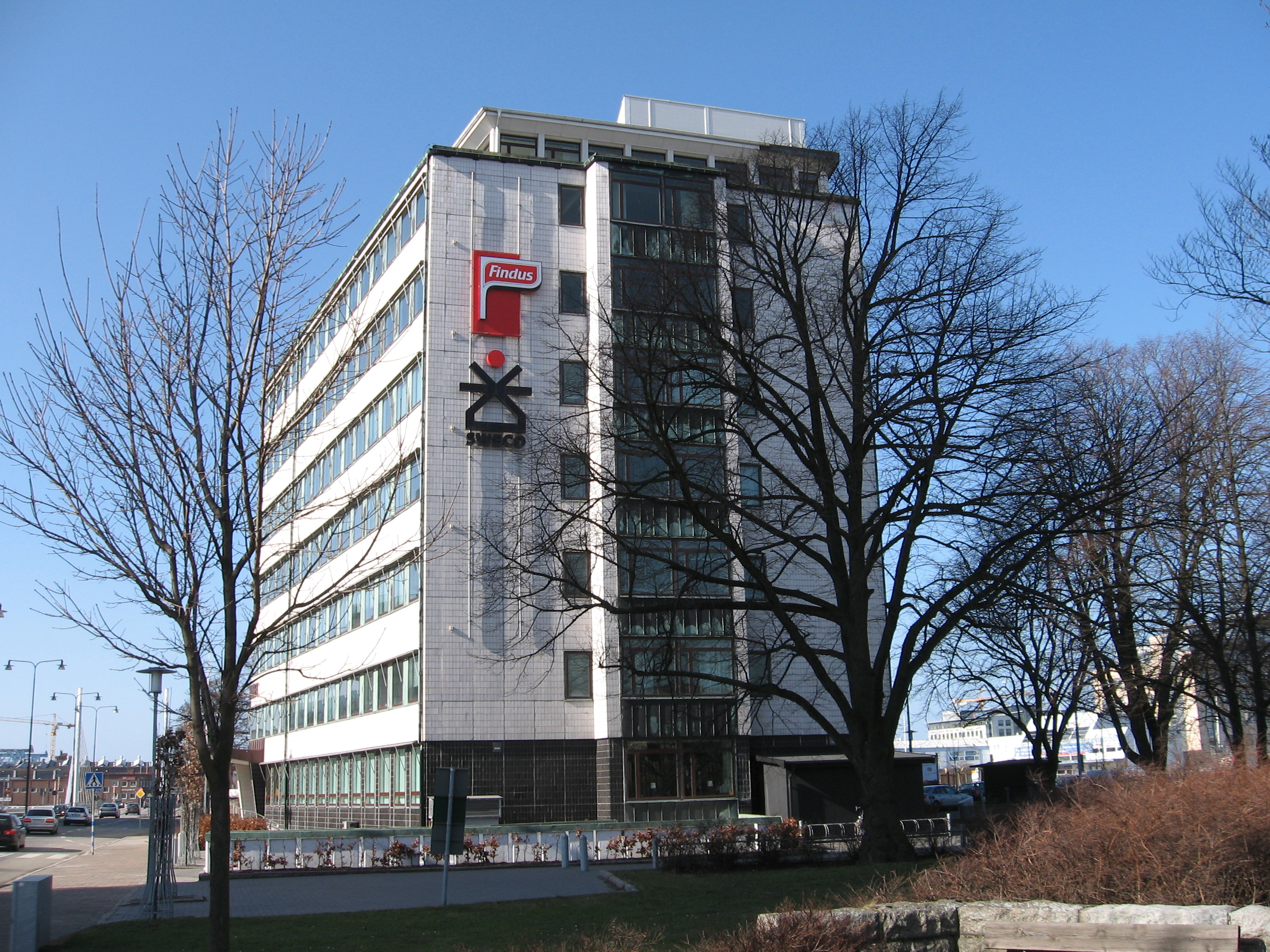
Bylgiahuset
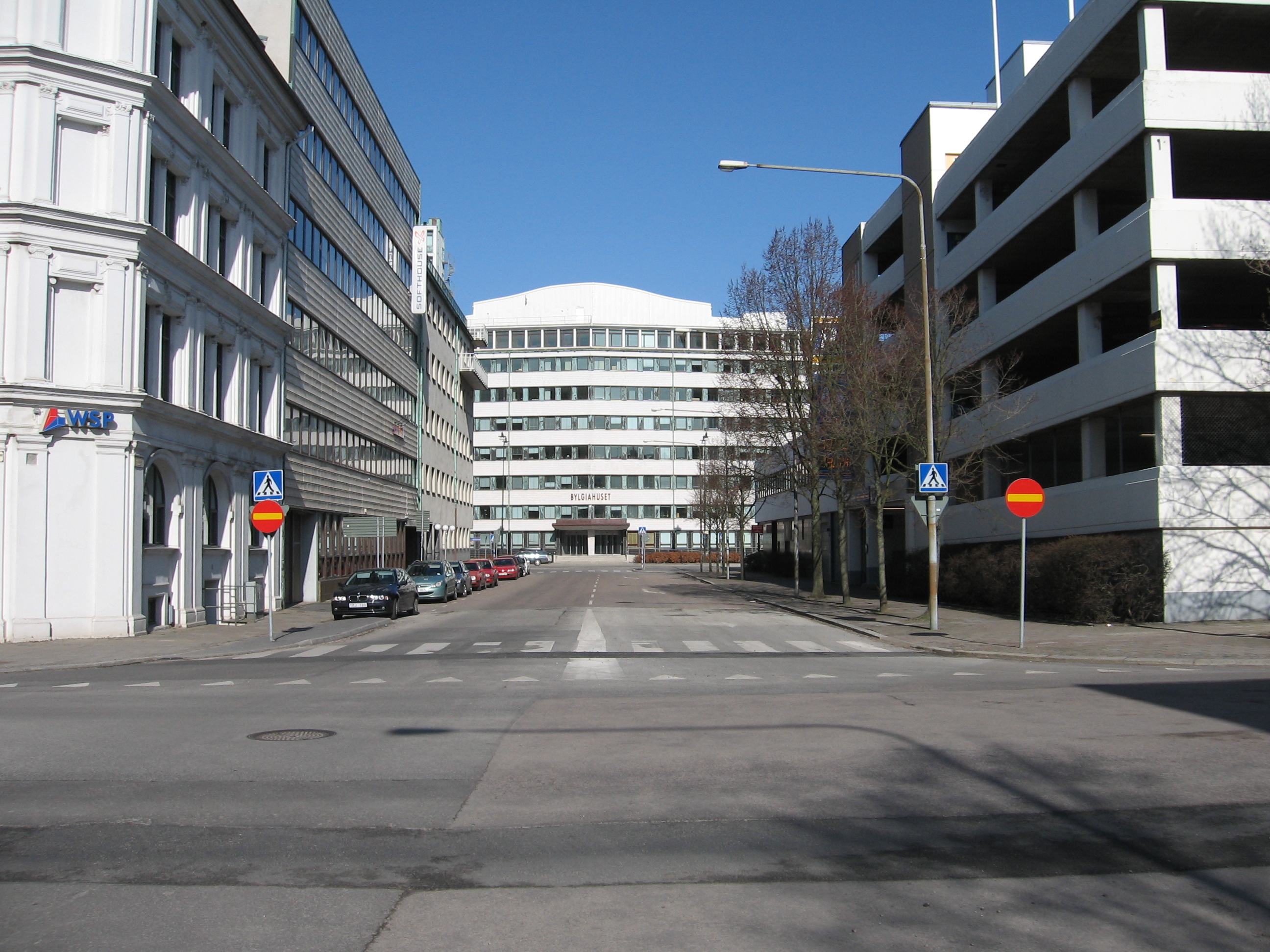
Bylgiahuset
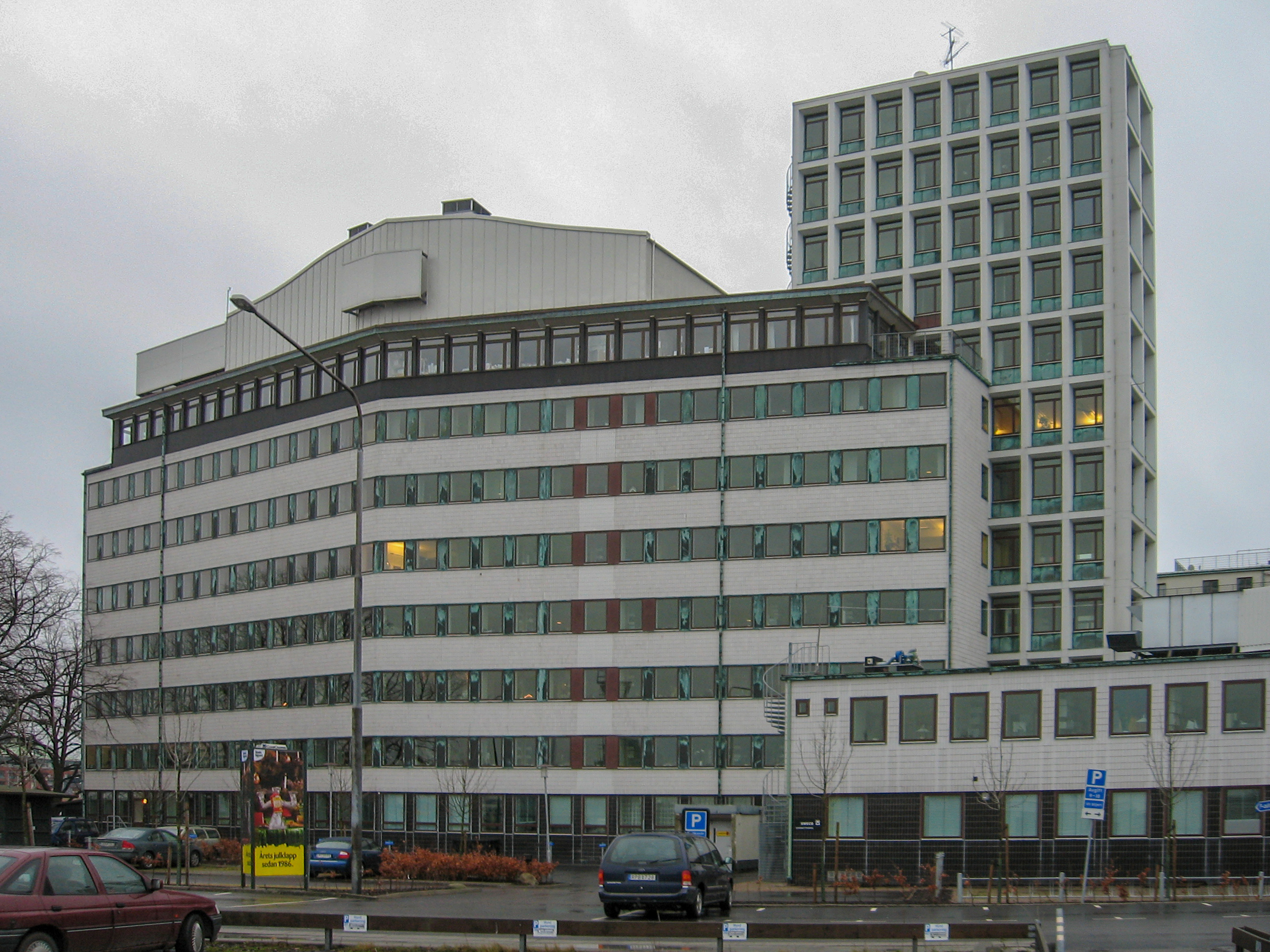
Bylgiahuset
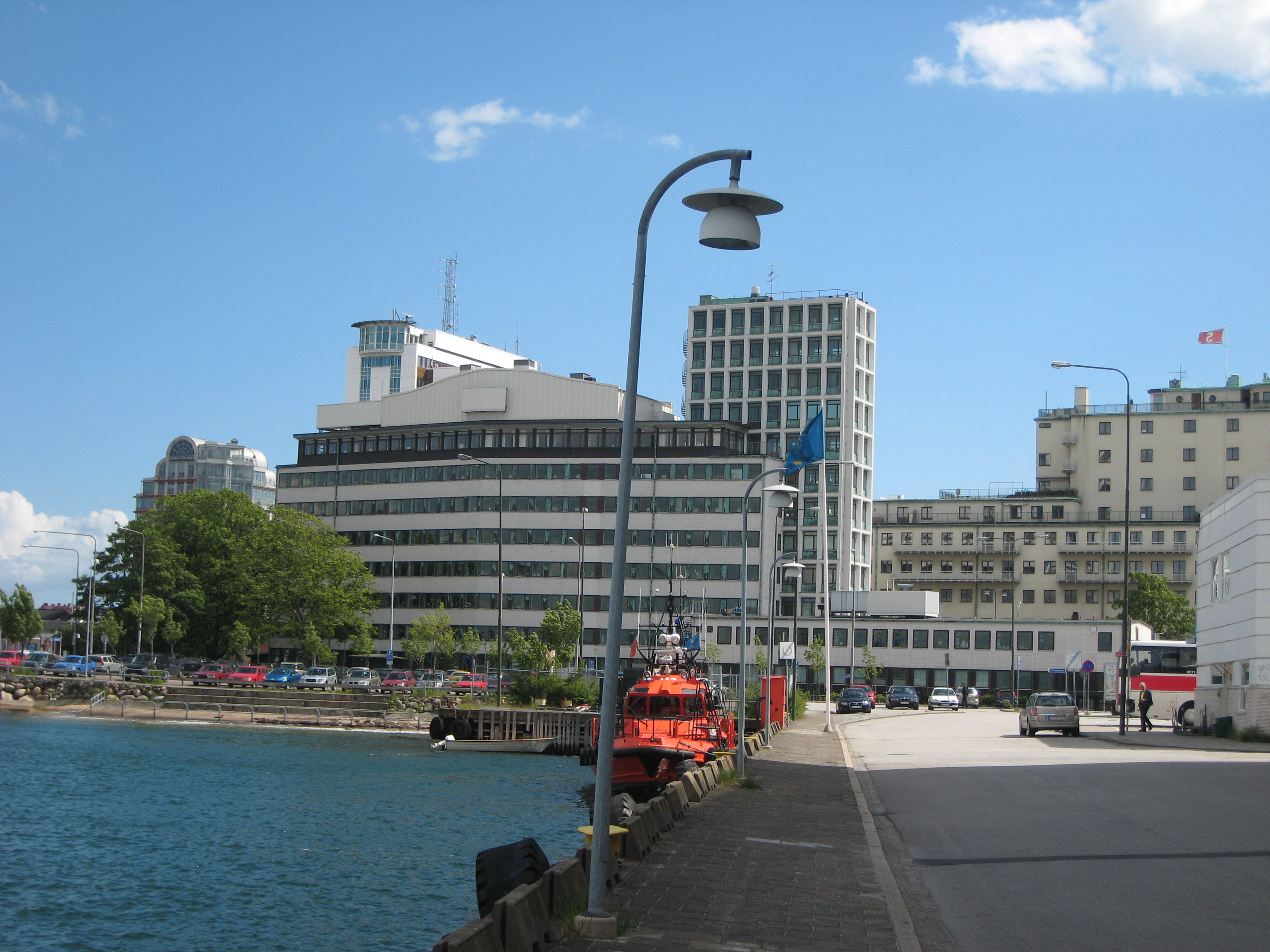
Bylgiahuset bakom en lyktstolpe.